# Stephen Dedalus
 (juillet 2016).
Stephen Dedalus est un personnage fictif inventé par James Joyce et utilisé dans plusieurs œuvres. On le trouve notamment en protagoniste principal avec Leopold Bloom dans Ulysse, mais également en personnage central dans Portrait de l'artiste en jeune homme (ou Dedalus), qui est lui-même une réécriture du roman abandonné Stephen le héros.

## Biographie fictive

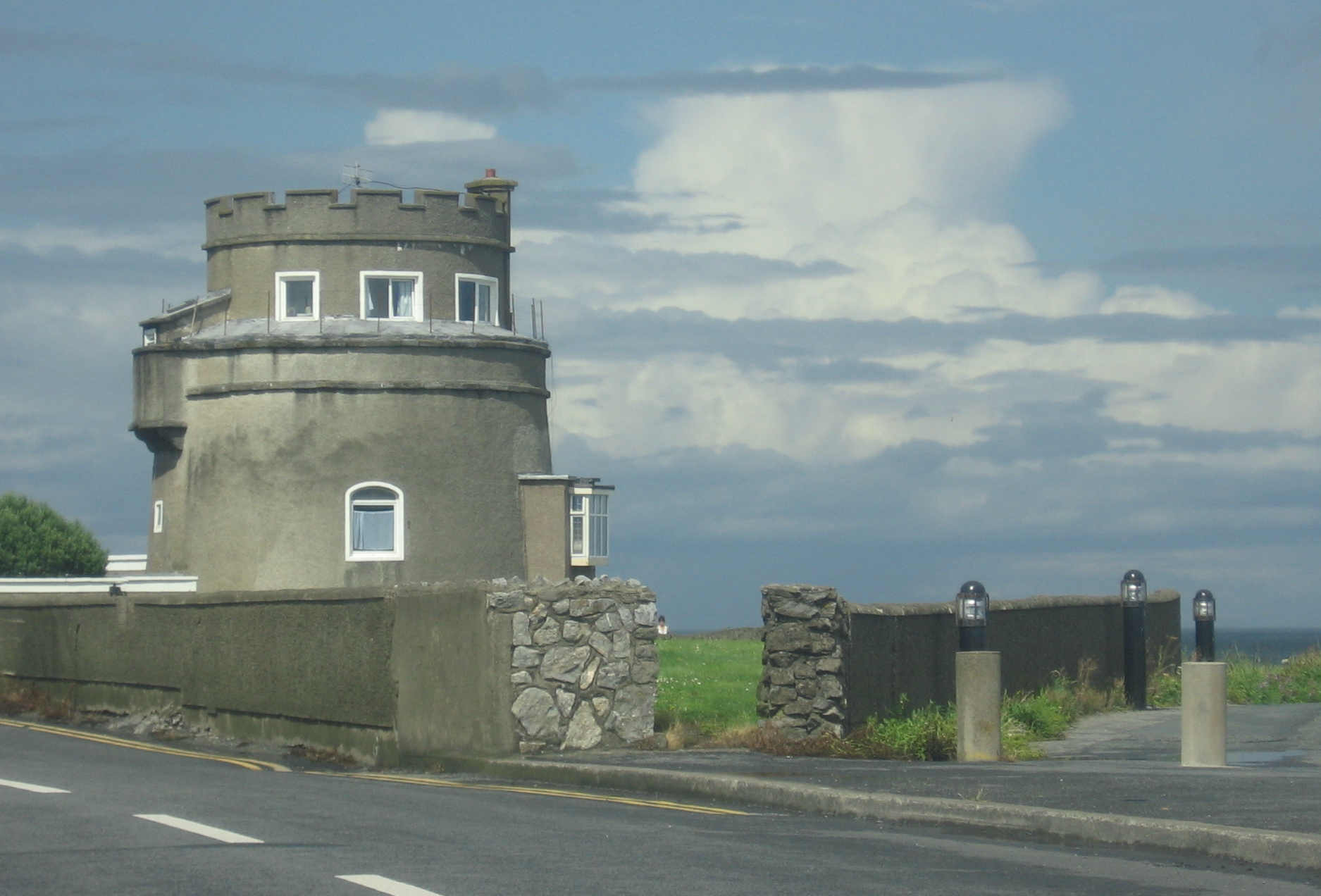
Tour Martello de Dalkey

Stephen Dedalus est un jeune écrivain irlandais, qui occupe un poste d'enseignant dans une école de garçons afin de se faire de l'argent. Il a 22 ans, il rentre d'un séjour d'étude à Paris et est sans le sous. Il habite dans une Tour Martello en collocation avec Mulligan et Haines.
Il est à la recherche de son père.

## Le roman
Stephen Dedalus est considéré à la fois comme une incarnation de Joyce, un alter-ego, et comme une représentation du Télémaque de l'Odyssée. Il est le personnage central des chapitres 1 à 3 7 et 9, et il est réuni avec Leopold Bloom durant les chapitres 15 à 17.